# Seiala
Seiala (Seyala) ou Saiala (Sayala) é um sítio arqueológico, em ambos os lados do Nilo, no que é hoje o sul do Egito. As descobertas mais antigas foram achadas em tumbas do IV milênio a.C., pertencentes a um assentamento da Cultura do Grupo-A (3800–2900 a.C.). Vários cemitérios e conjuntos habitacionais remontam à Cultura do Grupo-C (2400–1550 a.C.) e os tempos romanos até o século IV. A vila subsequentemente desenvolvida e fortificada com duas igrejas foi abandonada pela população cristã entre os séculos VI e XII. As últimas escavações perto do rio ocorreram em 1965, pouco antes de a área ser inundada pelo lago Nasser.

## Localização
Saiala estava na Núbia, ao norte de Abul-Simbel, cerca de 130 quilômetros ao sul de Assuã entre a primeira e a segunda cataratas do Nilo. Uádi Alaqui, que entrou no vale do Nilo a poucos quilômetros ao norte, foi uma importante rota comercial para o mar Vermelho na Antiguidade. O assentamento cristão estendia-se a 120 metros acima do nível do mar, diretamente da margem ocidental, uma encosta íngreme até cerca de 20 metros acima, começando na planície arenosa do deserto. 2,2 quilômetros ao sul ficava a moderna aldeia núbia Nagel Xeima, em homenagem a qual o local de escavação cristã também foi batizado. O distrito de Seiala incluiu várias aldeias numa seção de 15 quilômetros do vale do Nilo. Os vários cemitérios utilizados por vários milênios foram criados em ambos as margens, a alguma distância da zona ribeirinha fértil no interior arenoso. No norte do distrito de Seiala, se juntou à área ao redor do assentamento cristão medieval Icmindi.

## Pesquisa histórica
Saiala foi talvez examinada arqueologicamente por Cecil Mallaby Firth em 1910/11 e citada em 1927 em seu relatório. Ugo Monneret de Villard escavou no início dos anos 1930 à Autoridade Egípcia de Antiguidades com apoio do Ministério de Relações Exteriores da Itália na Baixa Núbia. Nos anos 1960, a equipe da Academia Austríaca de Ciências, inicialmente sob Karl Kromer, Manfred Bietak, Reinhold Engelmayer e Peter Gschaider, investigou-a como parte do plano de resgate da UNESCO. A quinta campanha de escavação, da qual Johann Jungwirth também participou, ocorreu em 1965 sob a direção de Manfred Bietak. O material do período cristão foi editado entre 1980 e 1986 por Mario Schwarz e publicado em 1987. De 1998 a 2001, liderou projeto de pesquisa para estudar as pinturas rupestres de Seiala.

## História

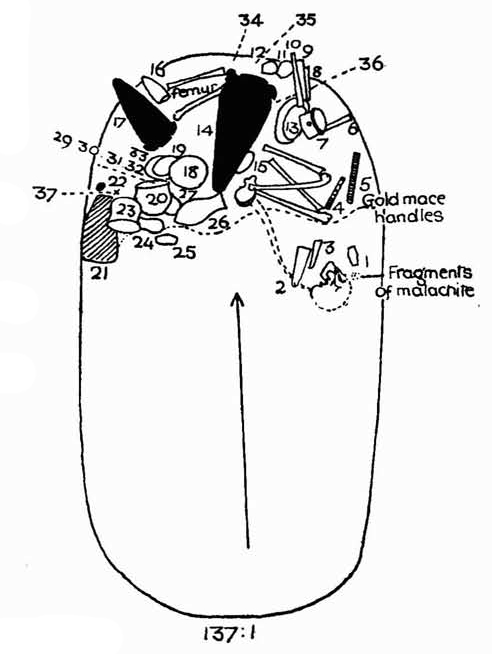
A 137

### Grupo-A
Em Seiala, estava o mais antigo templo de pedra da Núbia, um santuário numa caverna de rocha da Cultura do Grupo-A, datado de 3 700-3 250 a.C.. Os templos de caverna egípcios (Éspeo) têm suas raízes aqui. O assentamento do Grupo-A incluiu uma área ao redor da primeira catarata de cerca de 10 quilômetros ao norte de Assuã para Seiala no sul. Os túmulos encontrados nos cemitérios dos dois centros de poder do Grupo-A, em Seiala e Custul, tinham fossos aproximadamente retangulares ou ovais nos quais o falecido era colocado em posição fetal sobre uma esteira. Uma laje de pedra serviu como cobertura para tumbas. No cemitério A 137, a tumba 14 estava equipada com bens excepcionalmente ricos, jarros de vinho importados do Egito e clavas douradas, como a chamada Clava de Seiala, e nela provavelmente estava enterrado o governante de um pequeno reino. Tal tumba, assim como a tumba 6 do cemitério 142, indicam o comércio com a Cultura de Nacada da fase IIc-IIIb, bem como que a concentração do poder na Núbia já estava em curso.

### Grupo-C
As primeiras habitações do Grupo-C (fase Balana) do fim do Reino Antigo (3100–2686 a.C.) tinham um poste central ou paredes feitas de pilhas verticais repousadas em pedras de fundação enterradas no chão. Desde cerca de 1 600 a.C., desenvolveu aldeias de caráter de fortaleza. Os dois assentamentos sobreviventes do Grupo-C inicial em Saiala e Aniba eram cercados por paredes ovais, dentro das quais diferentes áreas funcionais foram identificadas. Num local de assentamento, a entrada no lado leste conduzia através de uma área aberta para uma área residencial delimitada no norte, na qual quatro cabanas redondas com uma área de quatro a cinco metros quadrados foram montadas. As paredes da fundação consistiam em pedras não trabalhadas cobertas com esteiras ou peles de animais. Na área fora do recinto havia residências semelhantes. Lareiras foram encontradas tanto na área de convivência quanto na parede do perímetro sul. O terço ocidental livre pode ter servido como suporte para o gado.